# Sancha de Aragão
Sancha de Aragão ou Sancia de Aragão (Gaeta, 1478 — Nápoles, 1506), foi filha ilegítima do rei Afonso II de Nápoles e sua amante Trogia Gazzela.  Em 1494, se casou com Godofredo Bórgia, filho mais novo do papa Alexandre VI. Após seu casamento, ela e seu novo marido foram criados príncipe e princesa de Squillace, uma província no sul da Itália.

## Biografia
Supostamente, Sancha teve casos com os irmãos mais velhos de seu marido, João e César. Seu caso com João Bórgia é por vezes considerado ser a razão para o suposto assassinato de João por César em 1497. O irmão de Sancha, Afonso, foi casado com a filha do papa, Lucrécia Bórgia, irmã de seu marido Godofredo.
A vida de Sancha entre os Bórgias tornou-se turbulenta após Cesar fazer um casamento vantajoso com uma princesa francesa, Carlota de Albret, a fim de garantir o apoio francês para suas campanhas militares. Isto pôs os interesses de César em conflito direto com os dos estados italianos. Nápoles, a cidade natal de Sancha não era exceção, e que estava agitada devido aos interesses militantes franceses.
Seu irmão, Afonso, foi brutalmente assassinado em 1500 por César, que tinha ciúmes de sua influência sobre Lucrécia. Sancha, foi então considerada um embaraço político, sendo presa no Castelo de Santo Ângelo, em Roma, até a morte do papa Alexandre, em 1503.
Após a sua morte, ela conseguiu recuperar a liberdade e voltou a Nápoles com seu jovem sobrinho, Rodrigo, a quem criou como seu próprio filho. Ela nunca viveu com seu marido, Godofredo, novamente.
Curiosamente, César a visitou não muito tempo depois e perguntou se ela queria assumir a guarda de João Bórgia, "o Infante Romano", o que ela concordou em fazer.
Ela morreu de uma doença não revelada em 1506, um ano antes da morte do próprio César.